# لوكاس إيبرل
لوكاس إيبرل (بالألمانية: Lucas Eberle) هو لاعب كرة قدم ليختنشتاني، ولد في 13 أكتوبر 1990 في فادوتس في ليختنشتاين. شارك مع منتخب ليختنشتاين تحت 17 سنة لكرة القدم ومنتخب ليختنشتاين تحت 21 سنة لكرة القدم ومنتخب ليختنشتاين لكرة القدم. أما مع النوادي، فقد لعب مع نادي فادوتس.

## وصلات خارجية
- لوكاس إيبرل على موقع قاعدة بيانات كرة القدم.إي يو (الإنجليزية)
- لوكاس إيبرل على موقع ناشيونال فوتبول تيمز (الإنجليزية)
- لوكاس إيبرل على موقع عالم كرة القدم.نت (الإنجليزية)